# Дифенс (броненосен крайцер, 1907)
Дифенс (на английски: HMS Defence, Кораб на Негово Величество „Дифенс“) е броненосен крайцер, един от трите крайцера от типа „Минотавър“, построени за Кралския флот на Великобритания през първото десетилетие на 20 век. Това е последният броненосен крайцер на Кралския флот.

## История на службата
Заложен на 22 февруари 1905 г. Спуснат на вода на 24 април 1907 г. Влиза в строй на 9 февруари 1909 г. Участва в Първата световна война. Потопен е на 31 май 1916 г. по време на Ютландското сражение от огъня на немски линеен крайцер и 4 немски линкора. „Дифенс“ и „Уориър“, обстрелващи „Висбаден“ се оказват на 8000 ярда от „Лютцов“. Върху двата британски броненосни крайцери, в периода 18:14 – 18:17 часа, се концентрира огъня на главния калибър и 150 mm оръдия на немските кораби от 3-та ескадра. От „Валиант“ се вижда зона около крайцерите с размер 1500 на 1000 ярда, в която водата буквално кипи от попаденията на снарядите. „Дифенс“ се опитва да излезе от тази опасна зона завивайки в 18:19 на десния борд, но получава попадения в носовата част и след няколко проблясъка в кулите на 190 mm и 234 mm оръдия се взривява и потъва заедно с целия си екипаж от 903 души.

## Коментари
1. ↑  Всички характеристики са приведени според Ненахов Ю. Ю. Указ. Соч. С. 316.